# 愛因斯坦環

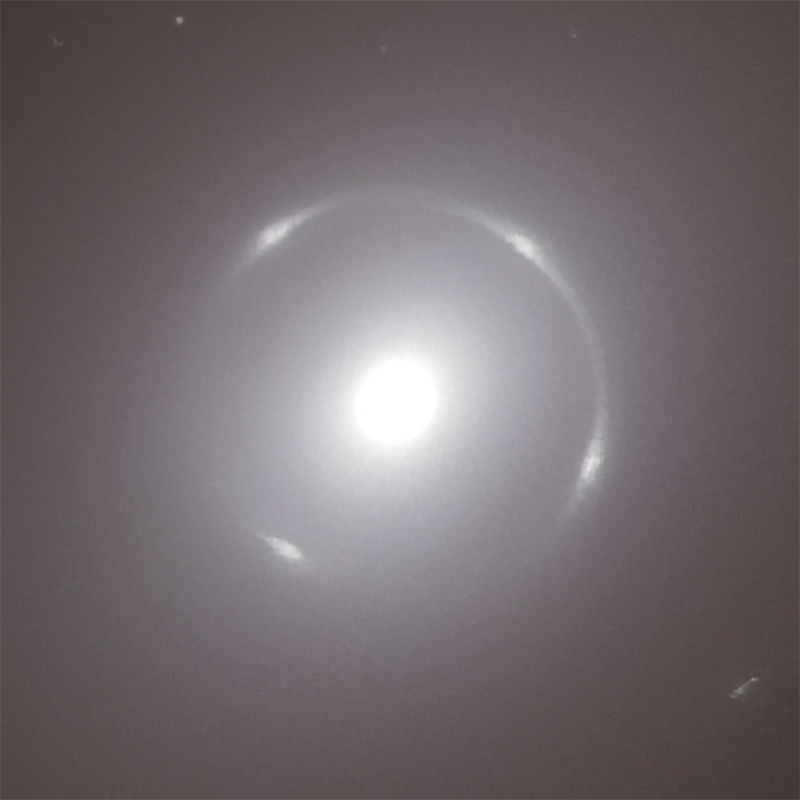
由歐幾里得太空望遠鏡所觀測到的 NGC 6505愛因斯坦環

愛因斯坦環（英語：Einstein ring）是指一種由於光源發出的光線受到引力透鏡效應的影響，而使觀測所得的光源形狀改變的現象。

## 原理
阿尔伯特·爱因斯坦的广义相对论预测了引力透镜效应。 按照该效应，光不会从光源沿直线传播（在三维空间中），而将会因大质量物体导致的时空扭曲而弯曲。爱因斯坦环是引力透镜的一个特例，由来源、透镜和观察者的精确对齐产生。这会使透镜周围完全对称，从而形成环状结构。 
爱因斯坦环的尺寸由爱因斯坦半径决定。以弧度表示，
{\displaystyle \theta _{1}={\sqrt {{\frac {4GM}{c^{2}}}\;{\frac {D_{LS}}{D_{S}D_{L}}}}},}
其中{\displaystyle G}是万有引力常数，{\displaystyle M}是透鏡星體的質量。{\displaystyle c}是光速，{\displaystyle d_{L}}是透鏡星體的角直徑距離，{\displaystyle d_{S}}是來源的角直徑距離，{\displaystyle d_{LS}}是兩者的角直徑距離。在宇宙学距离上，一般{\displaystyle D_{LS}\neq D_{S}-D_{L}}。

## 歷史

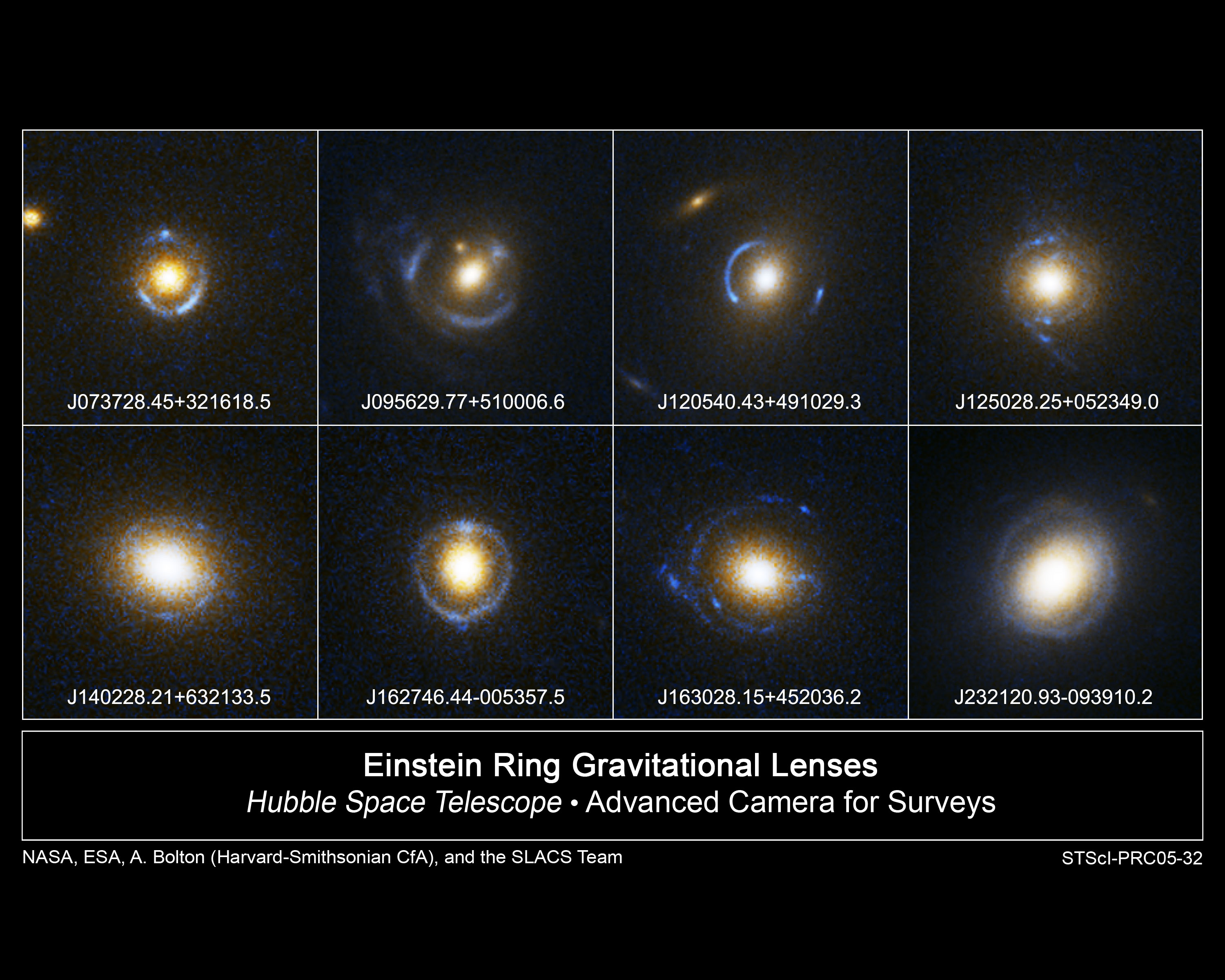
觀測所得的照片。

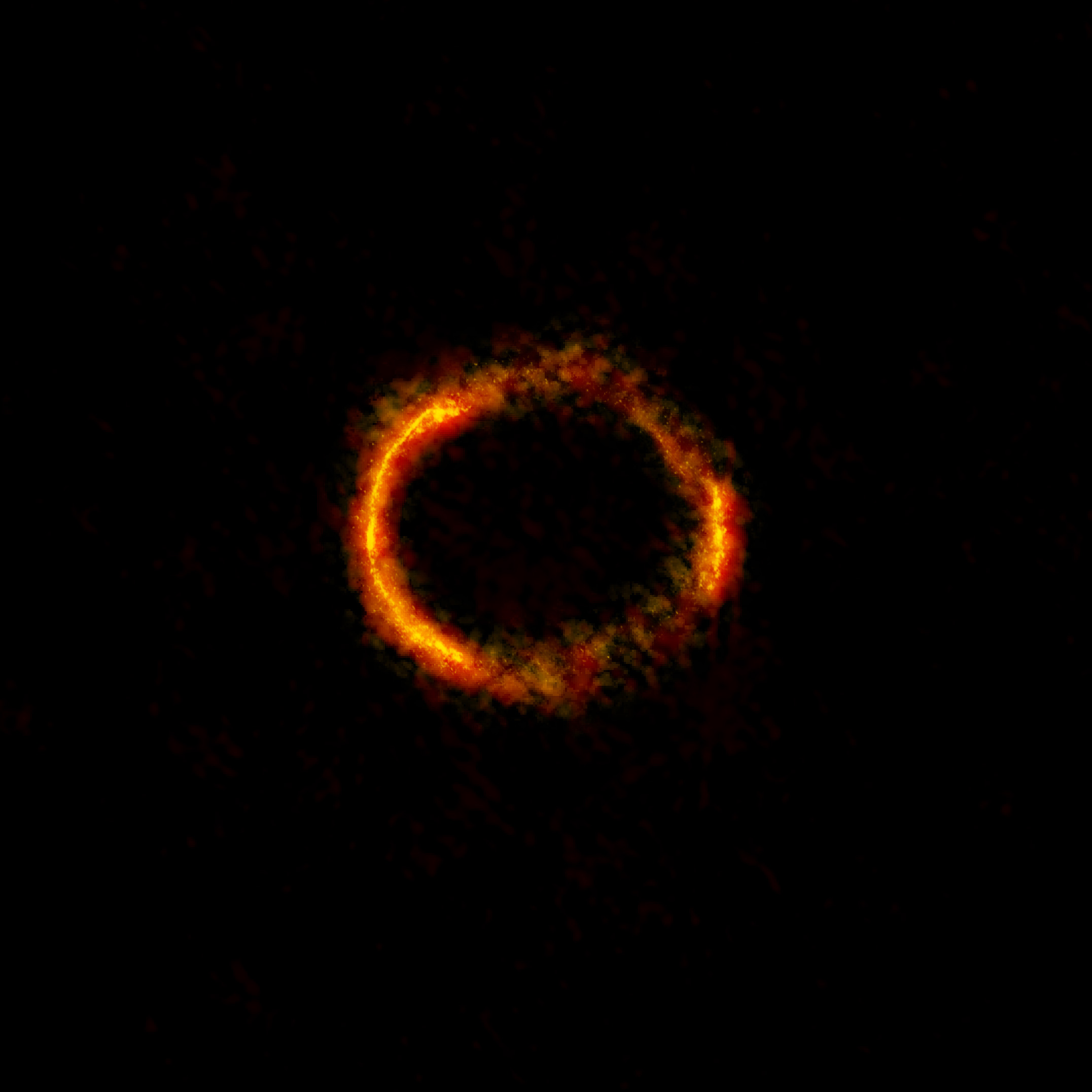
SDP.81

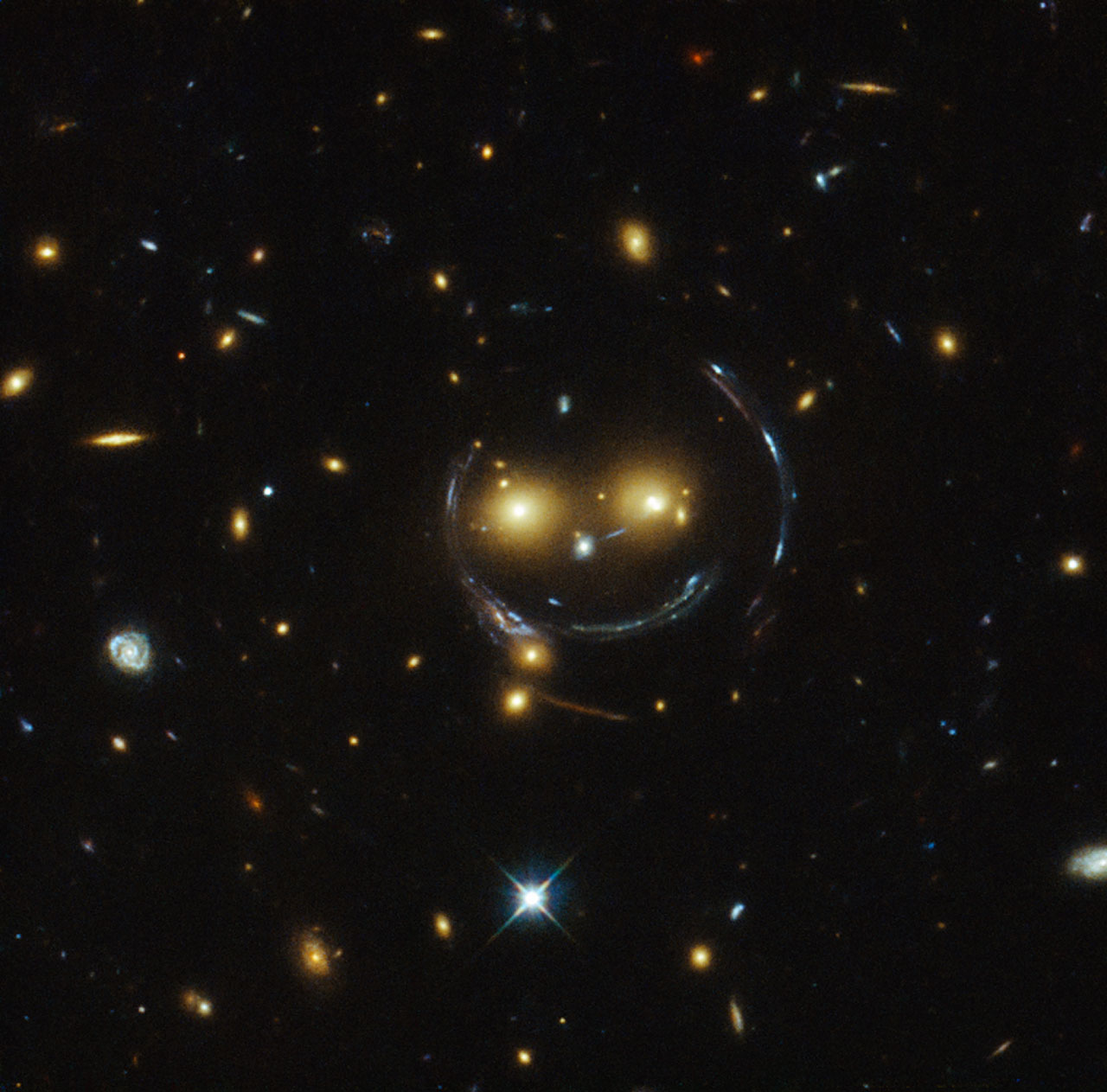
宇宙大笑脸

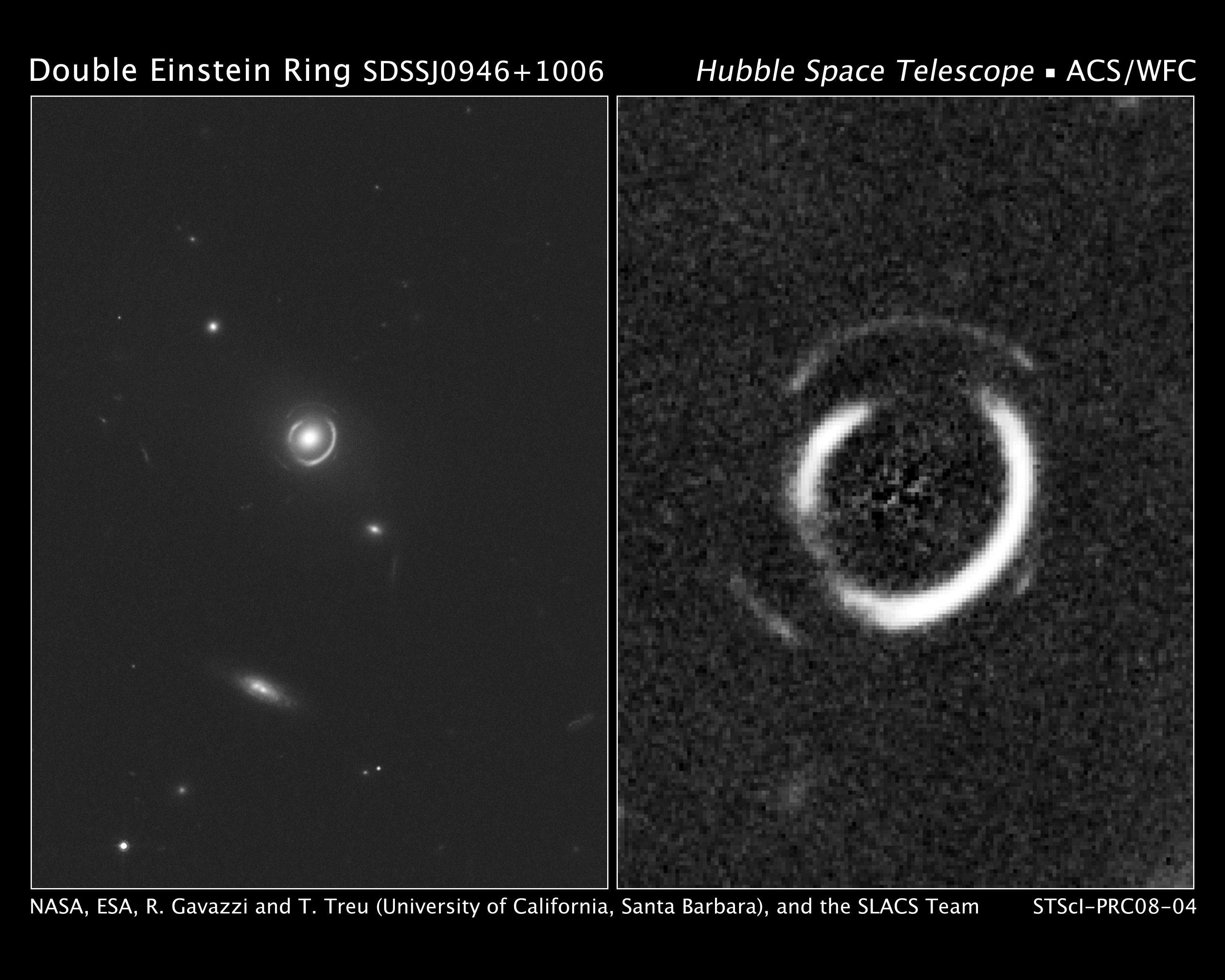
SDSSJ0946+1006

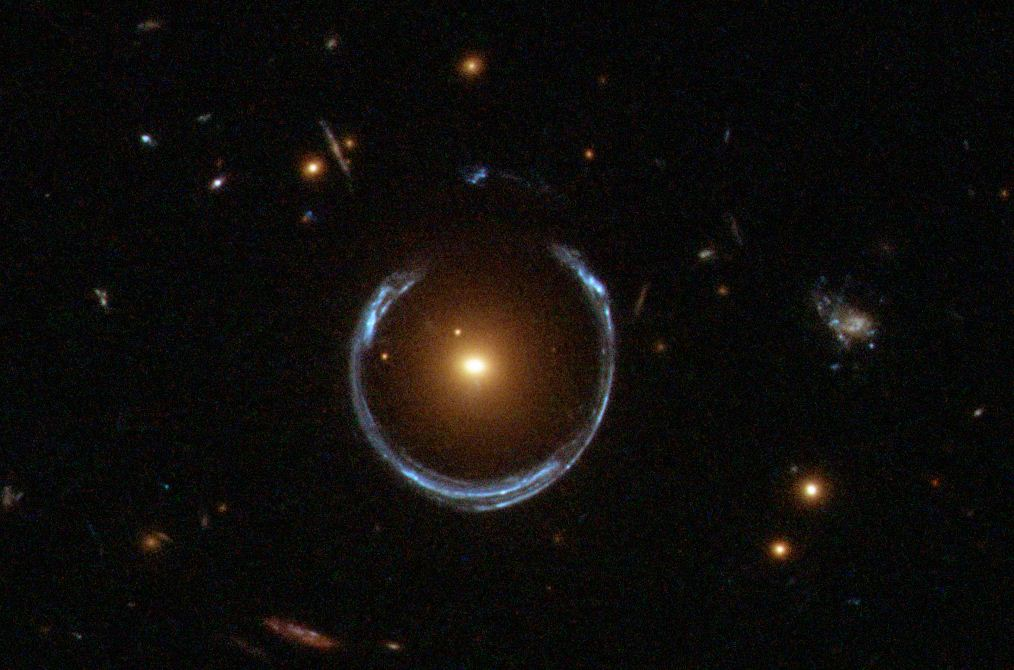
SDSS J114833.14+193003.2

## 延伸閱讀
- Kochanek, C. S.; Keeton, C. R.; McLeod, B. A. . The Astrophysical Journal. 2001-01-20, 547 (1): 50–59  [2021-10-12]. ISSN 0004-637X. doi:10.1086/318350. （原始内容存档于2022-04-08） （英语）.